# 処女のはらわた
処女のはらわた（しょじょのはらわた）は、1986年の日本のホラー・ピンク映画。ガイラ脚本・監督。日活配給。72分。
内臓取り出すシーンがあるところから日本初のスプラッター映画との評もあるが、シーン自体は短い。

## あらすじ
グラビア撮影を行っていた男女6人は撮影中濃霧に襲われ帰るのが困難な状態となる。グラビアアイドルとスタッフ一行は仕方なく近隣の小屋で泊まることにする。

## 出演
- レイ - 木築沙絵子
- 吉岡和代 - 萩尾なおみ
- 浅岡 - 加藤大樹
- 糸村 - 鶴岡修
- 立川 - 高橋秀樹
- 殺人者 - 郷田和彦（第三エロチカ）
- ケイ - 川島めぐみ（新人）

## スタッフ
- 製作 - 六月劇場
- プロデューサー - 佐藤祀夫、半沢浩
- 撮影 - 伊藤昭裕
- 照明 - 淡路俊之
- 編集 - 沢田まこと
- 美術 - プラントボックス inc、林田裕至、大澤稔、山村浩二
- 音楽 - 古澤秀樹
- 撮影助手 - 三浦忠、二本松昭彦
- 照明助手 - 石橋久浩
- 助監督 - 福岡芳穂、三輪誠之、岡田周一、深沢正樹
- 特殊美術 - 松井優一
- 協力撮影 - 斉藤幸一、西一慶
- 録音 - ニューメグロスタジオ
- 効果 - 東洋音響
- 現像 - 東映化学
- スタイリスト - 若松孝子
- メイク - 大石聖子
- 製作進行 - 関野直人、渡辺正
- 協力 - 八ヶ岳ペンション閑古鳥、佐々木精司
- 脚本・監督 - ガイラ
- 配給 - 日活